# 私! Nike Beautiful Days Odaiba 2006
私! Nike Beautiful Days Odaiba 2006（わたし ナイキビューティフルデイズオダイバ2006）はナイキ主催のフィットネスイベントで2006年10月27日に実施された。

## 実施場所
お台場フジテレビ社屋周辺ほか。

## 内容
※括弧内の場所は実施場所
- ヨガレッスン（フジテレビ社屋）
- マラソン（フジテレビ社屋 - 東京国際展示場 - フジテレビ社屋 往復10km）

## 参加上の注意点
このイベントは女性限定のため男性は参加できない。